# Ланча Тезис
Ланча Тезис (на италиански: Lancia Thesis) е италиански седан – лимузина произвеждан от автомобилния производител Ланча в периода между 2002 и 2009 г. Моделът е характерен с уникалния си дизайн, стила и цветовите комбинации при интериора и допълнителните нововъведения в подобен автомобил принадлежности.

## История
Разработването на наследник на Ланча Каппа започва през 1997 г. и се прави проект за седан висок клас тип лимузина.
Моделът е наследник на Ланча Каппа. Кодовото име на модела е Типо 841. Замислен като топ луксозен автомобил и значително по-представителен флагман от Ланча Каппа. Моделът не постига успеха на Каппа, но е широко ценен заради дизайна, качеството и комфорта. На другия полюс се изтъкват недостатъци като висок разход на гориво, незначителни проблеми в електрониката и други. Моделът вече е част от няколко частни колекции. Ланча Тезис оставя следа и в редица тунинг състезания и надпревари със спортни лимузини. През 2006 г. Ланча чества 100-годишния си юбилей и моделът е флагман и е един от водещите модели на церемонията и транспортира известни личности като представителна лимузина. Моделът е спрян през пролетта на 2009 г. и негов заместник не е представен същата година поради слабите продажби на модела и спада на продажбите в сегмента на луксозните седани през тази година.

## Дизайн
Върху дизайнерите е възложена задача за създаване на нова лимузина с нови линии и пропорции. Колкото и да е новаторски, елементи от дизайна и линиите на модела имат ретро елементи и напомнят на популярните лимузини на марката. Обемната форма и линиите на купето предлагат внушителен вид на модела. Традиционната решетка на марката е оформена по нов ексклузивен начин и придава запомняща се визия. Ретро елементи има и от линиите на предните елипсовидни фарове. Задната част напомня на лимузините от 30-те и 40-те години поради леко наклонения заден капак. Задните габарити са издължени и ЛЕД светлините придават отличаващ се дизайн от другите автомобили в този клас.

## Технически характеристики
- дължина – 4888 мм
- ширина – 1830 мм
- височина – 1450 мм
- тегло – 1680 – 1980 килограма

## Имидж
Освен за хора, които имат страст към по-скъпите и луксозни автомобили, моделът е използван като правителствена лимузина от няколко италиански министри и кметове.
Ланча Тезис Юбилейо е моделът, произведен специално за главата на Римокатолическата църква Папа Бенедикт XVI. Други висши духовници също са използвали Ланча Тезис като представителен автомобил.

## Производство
Между 2002 и 2009 г. са произведени общо около 16 000 броя.